# Postern of Fate
Postern of Fate (Portal do Destino, no Brasil / Morte pela porta das traseiras ou A Porta do Destino em Portugal) é um romance policial de Agatha Christie, publicado em 1973. 
Este foi o último livro escrito pela autora, e também o último protagonizado pelo casal de detetives Tommy e Tuppence Beresford.

## Enredo
Às vésperas da aposentadoria, o casal Beresford muda-se para uma casa antiga, em uma cidade litorânea.
A casa possui um sótão cheio de velhos livros, que Tuppence, amante da leitura, se põe a organizar. Eles a fazem recordar-se de seu passado e ela, com muito prazer, relê alguns trechos de seus prediletos. Em um desses livros ela encontra uma mensagem, composta por algumas palavras: Marie Jordan não morreu de morte natural. Foi um de nós.
Tuppence inicia então a investigar o passado da casa e da cidade, contando com a memória dos velhinhos dos asilos e das senhoras anciãs. É um trabalho árduo investigar sobre algo que aconteceu há mais de 50 anos, mas Tuppence, com o apoio do seu marido Tommy, consegue descobrir quem era Marie Jordan, porque foi assassinada e por quem.